# حمدالله‌خان بیات ماکو
حمدالله‌خان بیات ماکو سیاست‌مدار ایرانی بود، که در  دوره نهم  بعنوان نماینده حوزه انتخابیه سلماس، خوی و ماکو در مجلس شورای ملی حضور داشت.